# Snow Leopard Trust
Le Snow Leopard Trust est la plus grande et la plus ancienne organisation consacrée à la protection de la Panthère des neiges (Panthera uncia) et de son habitat.
L'organisation est à but non lucratif dont le siège social est situé à Seattle, Washington.

## Historique
Le Snow Leopard Trust est fondé en 1981 par Helen Elaine Freeman. Le Snow Leopard Trust travaille de concert avec TRAFFIC et le WWF pour lutter contre le braconnage de la Panthère des neiges en informant les populations locales de la rareté du félin et en trouvant des solutions permettant de pérenniser l'activité agricole et commerciale.